# In Love for a While
«In Love for a While» (Ненадолго влюблена) — песня в исполнении швейцарской певицы Анны Россинелли, с которой она представила Швейцарию на конкурсе песни «Евровидение 2011», который прошёл в Дюссельдорфе, Германия, и где вышла в финал получив 25-е место. Автором песни является Дэвид Клейн.
Песня была выбрана в качестве победителя после конкурса «Die Grosse Entscheidungs Show 2011», национального отбора Швейцарии на «Евровидение», что позволило Анне представить свою страну на международном конкурсе песни «Евровидение 2011», который прошёл в Дюссельдорфе, Германия.

## Список композиций
| №  | Название                                | Длительность |
| -- | --------------------------------------- | ------------ |
| 1. | «In Love for a While» (Radio Version)   | 2:49         |
| 2. | «In Love for a While» (Brass Remix)     | 2:49         |
| 3. | «In Love for a While» (Karaoke Version) | 2:47         |

## Позиции в чартах
| Чарт (2011)                     | Наивысшая позиция |
| ------------------------------- | ----------------- |
| Swiss Airplay Chart             | 8                 |
| Швейцария (Schweizer Hitparade) | 3                 |